# Робледа-Сервантес
Робледа-Сервантес (ісп. Robleda-Cervantes) — муніципалітет в Іспанії, у складі автономної спільноти Кастилія-і-Леон, у провінції Самора. Населення — 453 особи (2010).
Муніципалітет розташований на відстані близько 300 км на північний захід від Мадрида, 95 км на північний захід від Самори.
На території муніципалітету розташовані такі населені пункти: (дані про населення за 2010 рік)
- Сервантес: 32 особи
- Феррерос: 14 осіб
- Параміо: 34 особи
- Робледа: 108 осіб
- Сампіль: 47 осіб
- Сан-Хуан-де-ла-Куеста: 42 особи
- Тріуфе: 26 осіб
- Вальдеспіно: 150 осіб

## Демографія
Динаміка населення (INE ):